# Sebastianappan Singaroyan
Sebastianappan Singaroyan (ur. 13 kwietnia 1952 w Mel Kathadikuppam) – indyjski duchowny katolicki, biskup diecezji Salem w latach 2000-2020.

## Życiorys
Święcenia kapłańskie przyjął 27 maja 1978. W latach 1991–1995 studiował teologię pastoralną na Papieskim Uniwersytecie Laterańskim. W latach 1995–2000 był wykładowcą tego przedmiotu w seminarium w Coimbatore. 5 lipca 2000 roku został mianowany przez papieża Jana Pawła II biskupem diecezji Salem. Sakrę przyjął 18 października tegoż roku z rąk arcybiskupa Savarinathan Michael Augustine'a.
9 marca 2020 papież Franciszek przyjął jego rezygnację z pełnionego urzędu, złożoną ze względu na zły stan zdrowia.